# جيمس بيوكانان
جيمس بيوكانان الابن (23 أبريل 1791 – 1 يونيو 1868) هو الرئيس الخامس عشر للولايات المتحدة (1857-1861)، والذي حكم قبل الحرب الأهلية الأمريكية مباشرة. مثّل ولاية بنسلفانيا في مجلس النواب ولاحقاً في مجلس الشيوخ، ثم شغل منصب السفير في روسيا في عهد الرئيس أندرو جاكسون. وعُيّن وزير الخارجية في عهد الرئيس جيمس بوك، وهو آخر وزير خارجية سابق يتولى رئاسة الولايات المتحدة. رفض بيوكانان عرضاً لتولي القضاء في المحكمة العليا، فعينه الرئيس فرانكلين بيرس ليكون سفير البلاد لدى المملكة المتحدة، وساعد في صياغة بيان أوستند.
تم ترشيح بيوكانان من قبل الحزب الديمقراطي في الانتخابات الرئاسية عام 1856، بالاشتراك مع النائب السابق من كنتاكي جون بريكنريدج، وكسب بطاقة الحزب من الرئيس بيرس ورفيقه السناتور ستيفن أ. دوغلاس. كان بيوكانان متمركزا في لندن طوال فترة رئاسة بيرس، حيث كان سفيرا في بلاط سانت جيمس، وبهذا لم يشارك في إقرار قانون كانساس نبراسكا الذي قسم البلاد على أسس إقليمية. فاز بعدها بيوكانان في سباق الانتخابات الذي كان ثلاثي الأطراف ضد جون فريمونت مرشح الحزب الجمهوري وميلارد فيلمور مرشح حزب لا أدري. تحالف الرئيس بيوكانان مع الجنوب في محاولة لإدخال كانساس إلى الاتحاد كولاية عبودية بموجب دستور ليكومبتون. وفي هذه العملية قام بإبعاد كل من دعاة إلغاء العبودية الجمهوريين وكذلك الديمقراطيين الشماليين، إذ أيّد معظمهم مبدأ سيادة الشعب في تحديد وضع امتلاك الرقيق في الولاية الجديدة. وكان بيوكانان يلقب وجه العجين (بالإنجليزية: doughface)، وهو مصطلح كان يطلق على الشماليين المتعاطفين مع الجنوب، ودار صراع شديد بينه وبين ستيفن دوغلاس، زعيم فصيل السيادة الشعبية، من أجل السيطرة على الحزب الديمقراطي. حاول بيوكانان أن يحافظ على السلام بين الشمال والجنوب، ولكن جهوده أبعدت الجانبين عن بعضهما. وأشار بيوكانان في خطاب تنصيبه عام 1857 أنه لن يترشح لولاية ثانية؛ وحافظ على وعده ودعم نائبه جون بريكنريدج في انتخابات عام 1860. انتصر المرشح الجمهوري إبراهام لينكون في السباق رباعي الأطراف، حيث وعد أن يبقي العبودية بعيدا عن الأقاليم الغربية. وردّاً على ذلك، أعلنت سبع ولايات جنوبية انفصالها عن الاتحاد، مما أدى في النهاية إلى اندلاع الحرب الأهلية الأمريكية. كانت وجهة نظر بيوكانان أن الانفصال لم يكن قانونيا، ولكن اللجوء للحرب لحل هذه الأزمة هو أمر غير قانوني أيضا، وبهذا لم يواجه الكيان الجديد عسكريا. عرف بيوكانان المحامي بفكرته «لا أعترف بأي سيد إلا القانون». 
عندما غادر بيوكانان منصبه، كان الرأي العام ضده وانقسم في عهده الحزب الديمقراطي. ورغم فشله في وقف عملية الانفصال، فقد دعم بيوكانان الولايات المتحدة خلال الحرب الأهلية. وبعد زمن قصير من انتصار الاتحاد، نشر مذكراته بعنوان «إدارة السيد بيوكانان عشية التمرد» في عام 1866. وتوفي في عام 1868 في سن 77 عاما.
كان بيوكانان يطمح أن تكون مرتبته التاريخية بين الرؤساء توازي مرتبة جورج واشنطن.  ومع ذلك، فقد فشل في وضع قاعدة للسلام أو معالجة الانقسام الحاد بين مؤيدي ومعارضي العبودية عندما كانت البلاد على شفير الحرب، وبهذا يتفق المؤرخون على وضعه بين أسوأ الرؤساء (وأحيانا الأسوء) في تاريخ أمريكا. صوّت المؤرخون الذين شاركوا في استطلاع نشر عام 2006 بأن فشله في التعامل مع الانفصال كان أسوأ خطأ رئاسي على الإطلاق.
بيوكانان هو الرئيس الوحيد من ولاية بنسلفانيا والرئيس الوحيد الذي بقي أعزبا طوال حياته. وكان آخر رئيس يولد في القرن الثامن عشر .

## نشأته
وُلد بيوكانان في كوخ خشبي في كوف غاب، ولاية بنسلفانيا (أصبح الآن المنتزه العام لمسقط رأس بيوكانان)، في مقاطعة فرانكلين، في 23 أبريل 1791، والده جيمس بيوكانان، كان رجل أعمال وتاجرًا ومزارعًا، ووالدته إليزابيث سبير، كانت امرأة متعلمة. كان والداه من أصل إسكتلندي أولستري، هاجر والده من ميلفورد، مقاطعة دونيجال، أيرلندا، في عام 1783. بعد فترة قصيرة من ولادة بيوكانان، انتقلت العائلة إلى مزرعة بالقرب من ميرزبورغ، بنسلفانيا، وفي عام 1794 انتقلت العائلة إلى المدينة. أصبح والد بيوكانان أغنى شخص في البلدة، كتاجر ومزارع ومستثمر عقاري.
التحق بيوكانان بأكاديمية أولد ستون في بلدته ثم كلية ديكنسون في كارلايل، بنسلفانيا. على الرغم من أنه كاد يُطرد في وقت من الأوقات بسبب سلوكه السيء، فقد طالب بالحصول على فرصة ثانية وتخرج بمرتبة شرف في 19 سبتمبر 1809. في وقت لاحق من ذلك العام، انتقل إلى لانكستر، عاصمة ولاية بنسلفانيا. قبل جيمس هوبكنز، المحامي الأبرز في لانكستر، بيوكانان كطالب، وفي عام 1812 قُبل بيوكانان كعضو في نقابة المحامين في بنسلفانيا بعد امتحان شفهي. على الرغم من أن العديد من المحامين الآخرين انتقلوا إلى هاريسبرج، بنسلفانيا، بعد أن أصبحت عاصمة ولاية بنسلفانيا في عام 1812، فإن لانكستر ظلت بلدته لبقية حياته. ارتفع دخل بيوكانان بسرعة بعد أن أسس مكتبه الخاص، وبحلول عام 1821 كان يكسب أكثر من 11,000 دولار في السنة (أي ما يعادل 210,000 دولار في عام 2019). تعامل مع أنواع مختلفة من القضايا، بما في ذلك محاكمة اتهام بارزة والتي دافع فيها بنجاح عن قاضي ولاية بنسلفانيا والتر فرانكلين.
بدأ بيوكانان مسيرته السياسية في مجلس نواب بنسلفانيا (1814-1816) كعضو في الحزب الفيدرالي الأمريكي. اجتمع المجلس التشريعي لمدة ثلاثة أشهر فقط في السنة، وساعدت شهرة بيوكانان كعضو في المجلس في كسبه عملاء. آمن بيوكانان مثل والده بالتحسينات الداخلية الممولة من الحكومة الفيدرالية وبتعرفة جمركية مرتفعة وبنك وطني. برز باعتباره ناقدًا قويًا لقيادة الرئيس الجمهوري الديموقراطي جيمس ماديسون خلال حرب عام 1812.
كماسوني نشط، كان قائد المحفل الماسوني رقم 43 في لانكستر بولاية بنسلفانيا، ونائب السيد الأكبر لمنطقة غراند لودغ في بنسلفانيا.

## خدمته العسكرية
عندما غزا البريطانيون ولاية ماريلاند المجاورة في عام 1814، خدم في الدفاع عن بالتيمور بعد تجنيده كجندي في شركة هنري شيبن، في الفرقة الأولى، في القطاع الرابع، في ميليشيا بنسلفانيا، في وحدة من الياغر (مشاة) أو الفرسان الخفيفة. بيوكانان هو الرئيس الوحيد الذي يتمتع بخبرة عسكرية ولم يكن ضابطًا. وهو أيضًا آخر رئيس للولايات المتحدة خدم في حرب عام 1812.

## مسيرته السياسية

### خدمته في الكونغرس وسفيرًا في روسيا
بحلول عام 1820، كان الحزب الفيدرالي قد انهار إلى حدّ كبير، وترشح بيوكانان لمجلس النواب في الولايات المتحدة ك «جمهوري فيدرالي». خلال فترة ولايته في الكونغرس، أصبح بيوكانان داعمًا لأندرو جاكسون ومدافعًا متحمسًا عن حقوق الولايات. بعد الانتخابات الرئاسية عام 1824، ساعد بيوكانان في تنظيم أتباع جاكسون داخل الحزب الديمقراطي، وأصبح ديمقراطياً بارزًا في ولاية بنسلفانيا. في واشنطن، أصبح شخصيًا قريبًا من العديد من أعضاء الكونجرس الجنوبيين، ومن ضمنهم ويليام روفوس كينغ من ألاباما. كان بيوكانان يميل إلى النظر إلى العديد من أعضاء الكونغرس في نيو إنجلاند باعتبارهم متطرفين خطرين. عُيّن في لجنة الزراعة في عامه الأول، وأصبح في نهاية المطاف رئيسًا للجنة مجلس النواب الأمريكي المعنية بالسلطة القضائية، حيث قاد إجراءات محاكمة القاضي جيمس هـوكينس بيك من محكمة الولايات المتحدة المحلية لمقاطعة ميسوري، بحجة أن بيك أساء استغلال منصبه. بُرّئ بيك من قبل مجلس الشيوخ. رفض بيوكانان إعادة الترشح لولاية سادسة، وعاد لفترة قصيرة إلى حياته الخاصة.

## روابط خارجية
- جيمس بيوكانان على موقع الموسوعة البريطانية (الإنجليزية)
- جيمس بيوكانان على موقع ميوزك برينز (الإنجليزية)
- جيمس بيوكانان على موقع إن إن دي بي (الإنجليزية)

## بيبلوغرافيا
- Klein، Philip S. (1962). President James Buchanan: A Biography (ط. 1995). Newtown, Connecticut: American Political Biography Press. ISBN:0-945707-11-8.